# Ретвіш (Штайнбург)
Ретвіш (нім. Rethwisch) — громада в Німеччині, розташована в землі Шлезвіг-Гольштейн. Входить до складу району Штайнбург. Складова частина об'єднання громад Кремпермарш.
Площа — 9,83 км2. Населення становить 581 ос. (станом на 31 грудня 2020).